# 稚内市立富磯小学校
稚内市立富磯小学校（わっかないしりつ とみいそしょうがっこう）は、北海道稚内市宗谷にある公立小学校。同市富磯地区を学区とする。

## 地理
- 東には日本最北端の宗谷岬、西にはノシャップ岬を見渡すことができ、宗谷湾の東側、北緯45度27分6.1秒に位置しています。晴れた日には利尻富士やサハリンをのぞむことができ、素晴らしい自然が広がっています。

## 概要
- 明治33年開校
- 学級数 - ４
- 児童数 - 12（2024年現在[1]）
- 本務教員数 - 6
- 本務職員数 - 1
- 校長 - 内山 淳司
- 学校給食 - あり
- へき地学校指定級 - 2級

## 交通
- 北海道旅客鉄道宗谷本線 南稚内駅前から宗谷バスの路線バス天北宗谷岬線「富磯小学校前」下車。所要3分